# Altmärkische Kettenwerk

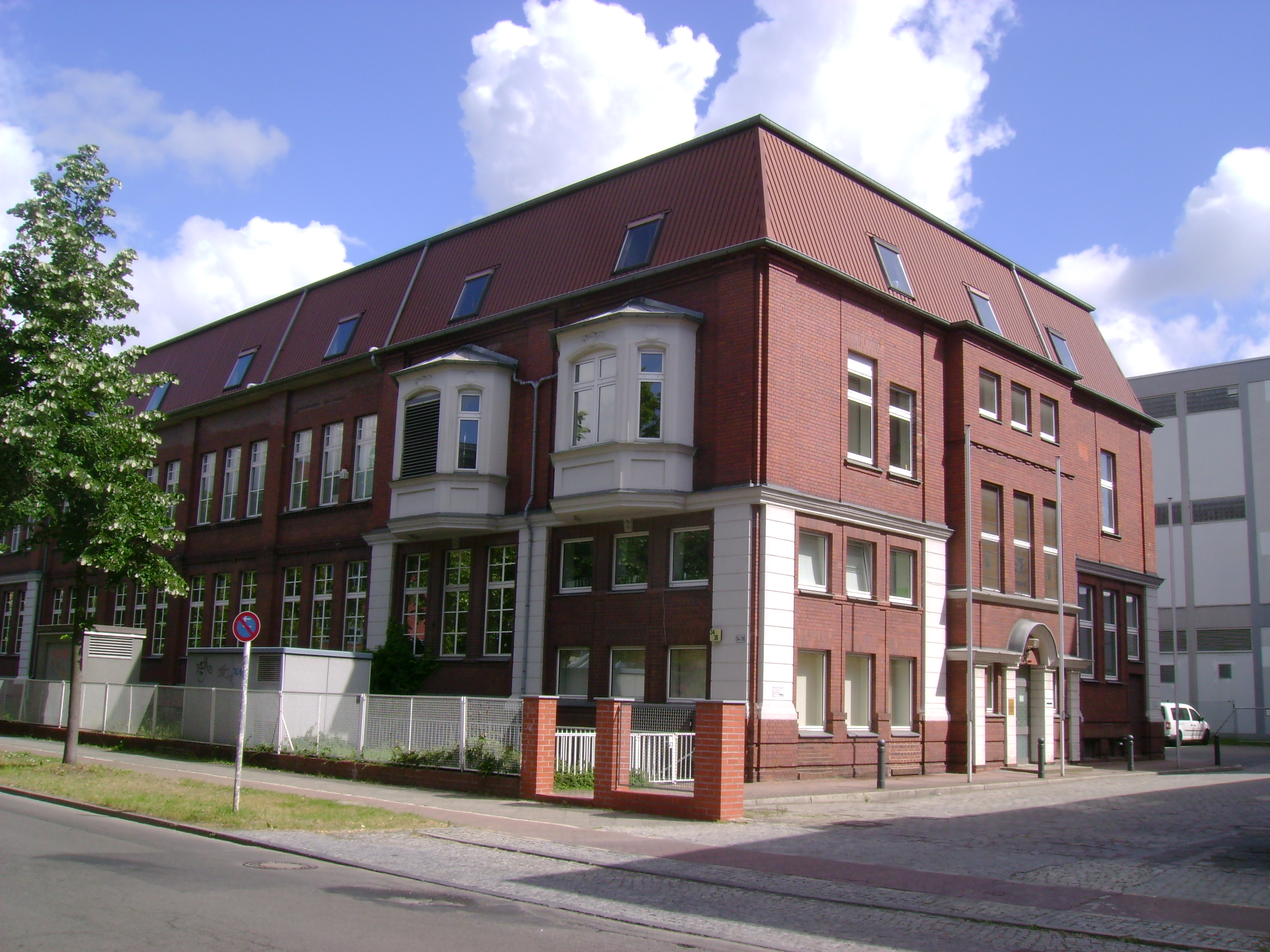
Ancienne entrée principale des ateliers dAlkett au 34-36 Breitenbachstraße.

L'Altmärkische Kettenwerk GmbH (également connue sous le diminutif Alkett) a été durant la Seconde Guerre mondiale un important constructeur de véhicules blindés pour la Wehrmacht. L'usine principale se trouvait à Berlin-Borsigwalde, au 34-36 de la Breitenbachstraße (en).

## Histoire
Alkett est fondée en 1937, constituant une entreprise-sœur de Rheinmetall-Borsig AG. Elle s'installe dans les anciens ateliers de la Rota-Waggon und Maschinenbau GmbH, désaffectés depuis 1928.

## Production

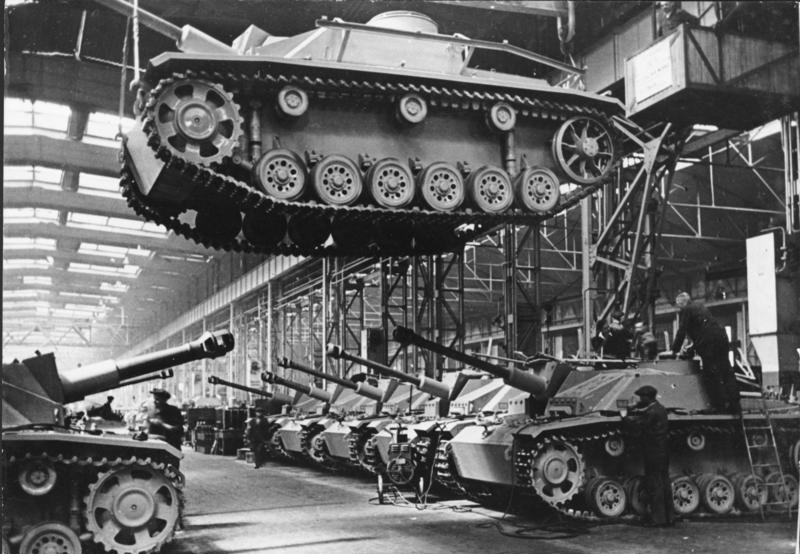
Sturmgeschütz III et Sturmhaubitze 42 aux finitions chez Alkett

Les Altmärkischen Kettenwerke interviennent, durant la Seconde Guerre mondiale, parfois comme concepteurs, parfois comme constructeurs de véhicules blindés pour la Wehrmacht. Qu'il s'agisse de commandes directes ou de prises de licences, Alkett a réalisé certains des blindés les plus importants de la Panzerwaffe. On citera :
- Panzerkampfwagen II
- Panzerkampfwagen III Ausf. F, G, H, J, L
- Panzerkampfwagen VIII Maus (projet)
- Flakpanzer I
- Sturmgeschütz III Ausf. C, D, E, F, G
- Sturmhaubitze 42
- Sturminfanteriegeschütz 33
- Jagdpanzer IV/70
- Sturmtiger
- Panzerjäger Renault R 35(f) (conversion du char français Renault R-35)
- Panzerjäger I (conversion du Panzer I)
- Sturmpanzer IV (seulement la conception)
- Hummel (seulement la conception)
- Wespe (seulement la conception)
- Nashorn (seulement la conception)

Les blindés, une fois terminés, étaient essayés sur la Holzhauser Straße. Il sortait entre dix et vingt panzers des ateliers chaque jour, ce qui faisait de ces engins de guerre des éléments du paysage d'alors. Alkett réparait également les panzers endommagés qui arrivaient directement du front par convoi ferroviaire.
Les bombardements alliés des 23 et 26 novembre 1943 détruisent les derniers niveaux de l'usine, tandis que les bureaux de Holzhauser Straße partent en fumée. La production redémarre peu après, repliée chez DEMAG-Panzerwerk. Le bombardement du 6 octobre 1944 détruit 80 % de ces ateliers, et le 23 avril 1945, les troupes soviétiques occupent l'atelier.